# Кече
Кече (алб. Qeleshe) је традиционална капа данашњих албанских мушкараца. Праве се од једног комада филца и неофарбаног памука. Име потиче од албанске речи за памук.
У ранија времена, данашња традиционална албанска, била је српска народна ношња старосрбијанске-торлачке регије. Иван Јастребов је записао да је ношња Фанда тј. уопште Дукађинаца, готово сасвим иста као ношња Маћана, Шаљана ... уске гаће, беле капице... то је чисто српска одећа из старих времена.
Иван Јастребов (пишући о области Мат) записао да је село Љура било познато по производњи црног ваљаног сукна за арнаутски ђурдин - познату арнаутску џоку с кратким рукавима и са додатком за покривање главе. Кажу да је Арнаути носе у знак жалости за Скендербегом. То мишљење је код Арнаута распрострањено исто као код Црногораца мишљење да они њихове капице (фесове) са црним ободом носе у знак туге и жалости због пропасти царства на Косову пољу. Он сматра да је такво тумачење производ маште патриота, који су од Европљана усвојили манир да ожалошћеност испоље црнином на капи. Црногорцима није на ум падало испољавати жалост за падом српског царства везивањем црне мараме око феса. Код Арнаута, Црногораца и Старосрбијанаца се жалост испољавала небријањем браде дуже време. Турци су раји забрањивали носити црвену боју, хришћани су око феса везивали црну мараму исто као и Турци зелену тканину. Тамо је мало-помало ушао у моду обичај да се опшива црном свиленом тканином, захваљујући европским кројачима. Арнаути су по примеру Црногораца наставили исту праксу само што је жалост била не за Косовом него Скендербегом. Арнаути су са израдом џоке почели не тако давно од доба Јастребова, како су га уверавали сами Љурани.

## Занимљивости
Иван Мештровић је извајао познату статуу Победника са овом белом капом на глави.